# Luis Díaz

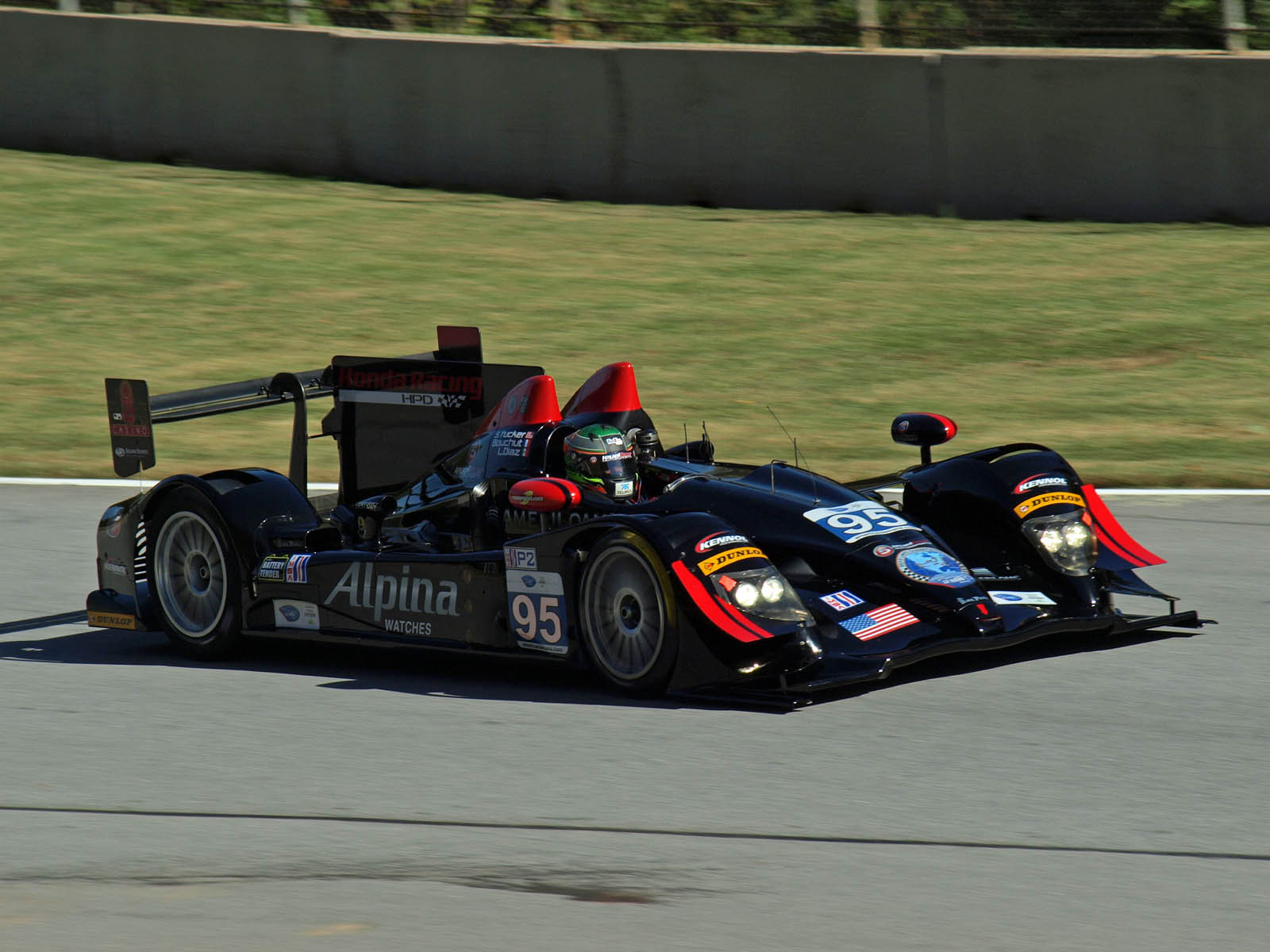
Luis Díaz in 2012

Luis Díaz (Mexico-Stad, 1 december 1977) is een Mexicaans autocoureur die anno 2009 in de American Le Mans Series rijdt.

## Loopbaan
Van 1999 tot 2003 reed Díaz in de Toyota Atlantic en de Indy Lights, beiden voorportalen van de Champ Car. Gedurende die tijd maakte hij 2 Champ Car-starts, beiden op Autódromo Hermanos Rodríguez. In beide races finishte hij niet en verhuisde vervolgens naar de Grand-Am, waar hij in #01 reed voor het team CompUSA samen met Scott Pruett.
In 2007 ging Díaz naar de American Le Mans Series, waar hij een Lola B06/43-Acura reed voor Fernández Racing samen met Adrián Fernández. Zij finishten als zesde in het LMP2-kampioenschap en als tweede van de drie Acura-teams. In 2008 kreeg Díaz' team een verbeterde ARX-01B en zij finishten als achtste in de LMP2-klasse. In 2009 bleef Díaz in de LMP2 met Fernández, waar zij het kampioenschap binnenhaalden met 8 overwinningen uit 10 races.

## A1GP resultaten
| Jaar    | Inschrijving   | 1       | 2       | 3       | 4       | 5       | 6       | 7       | 8       | 9          | 10         | 11      | 12      | 13      | 14      | 15      | 16      | 17      | 18      | 19      | 20      | 21      | 22      | Rang | Punten |
| ------- | -------------- | ------- | ------- | ------- | ------- | ------- | ------- | ------- | ------- | ---------- | ---------- | ------- | ------- | ------- | ------- | ------- | ------- | ------- | ------- | ------- | ------- | ------- | ------- | ---- | ------ |
| 2005-06 | A1 Team Mexico | GBR SPR | GBR FEA | GER SPR | GER FEA | POR SPR | POR FEA | AUS SPR | AUS FEA | MAL SPR 19 | MAL FEA 15 | UAE SPR | UAE FEA | RSA SPR | RSA FEA | IND SPR | IND FEA | MEX SPR | MEX FEA | USA SPR | USA FEA | CHN SPR | CHN FEA | 10   | 59     |